# ACNA
L'ACNA, acronimo di Azienda Coloranti Nazionali e Affini, è stata un'importante azienda chimica italiana attiva dal 1929 al 1999 a Cengio (stabilimento principale), oltre che a Piacenza, Cesano Maderno e Rho, e nota soprattutto per l'inquinamento di terreni e acque legato alle sue attività.
(Beppe Fenoglio, Un giorno di fuoco, Einaudi)

## Storia

### Le origini dello stabilimento di Cengio
Il 26 marzo 1882 il comune di Cengio autorizzò la costruzione di una fabbrica di dinamite (Dinamitificio Barberi), a poche centinaia di metri dal confine con il comune di Saliceto, confine tra l'altro tra Piemonte e Liguria. I motivi che portano alla scelta di Cengio per la costruzione della fabbrica, situata su un'ansa del fiume Bormida, furono principalmente la grande disponibilità d'acqua e di manodopera a basso costo e il collegamento ferroviario con il vicino porto di Savona. Nel 1890 gli operai erano già 700, quando Cengio contava circa 1 300 abitanti.
Nel 1906 il dinamitificio Barberi viene rilevato dalla Società Italiana Prodotti Esplodenti. Erano gli anni delle guerre coloniali in Libia, gli esplosivi venivano usati massicciamente nelle guerre del colonialismo italiano.

### Lo sviluppo
Nel 1908 gli impianti industriali occupavano 50 ettari. Venivano prodotti acido solforico, oleum e tritolo. Cominciarono però a farsi sentire gli effetti dell'inquinamento: da anni non si poteva più derivare l'acqua della Bormida per irrigare, la nebbia e le piogge portarono il fenolo nei terreni, e nel 1909 il pretore di Mondovì vietò l'utilizzo a scopo potabile dei pozzi nei comuni di Saliceto, Camerana e Monesiglio. I confini amministrativi segneranno, negli anni seguenti, una netta spaccatura tra i liguri, che dalla fabbrica ricevevano i benefici occupazionali, e i piemontesi, che subivano gli effetti dell'inquinamento di 100 km di fiume (fino alla confluenza con il Tanaro ad Alessandria).
Nel 1916 durante la prima guerra mondiale il dinamitificio fu opera di sabotaggio da parte di inviati segreti del governo austro-ungarico che ne provocarono l'esplosione. Successivamente la fabbrica venne riattata e poté raggiungere il massimo numero di occupati, circa 6000, nel 1918, in piena guerra mondiale. Nel 1922 il pretore ordinò la chiusura dell'acquedotto di Cortemilia. Nel 1925 l'Italgas rilevò l'impianto, per riconvertirlo alla produzione di coloranti. Insieme allo stabilimento di Cengio, vennero rilevati gli impianti di Rho e Cesano Maderno, e nel 1929 viene costituita l'ACNA, acronimo di Aziende Chimiche Nazionali Associate.
La situazione finanziaria del gruppo peggiorò rapidamente, e nel 1931 l'Italgas fu costretta a cedere l'ACNA alla Montecatini e alla IG Farben.
L'acronimo ACNA non cambiò, ma di qui in avanti la denominazione sarà Azienda Coloranti Nazionali e Affini; i dipendenti erano circa 700. Riprese anche la produzione di esplosivi e di gas tossici, necessari per la guerra d'Abissinia. Tali gas vennero usati in Eritrea.
Nel 1938, 600 contadini citarono l'azienda per danni causati dall'inquinamento. Nel 1962, dopo 24 anni, la sentenza dà loro torto condannandoli al pagamento delle spese processuali. Nell'ottobre 1939 una tremenda esplosione causò la morte di cinque operai.

### Gli anni delle proteste
Il 12 maggio 1956 si svolse una grande manifestazione di tutti i valligiani, che risalirono tutta la valle per protestare contro l'inquinamento. Luigi Bertola e Luigi Troia, figure storiche delle lotte dei contadini della valle, insieme ad altri 52, vennero arrestati.
Nel 1960 il Ministero dell'agricoltura e delle foreste rinnovò all'ACNA la concessione a derivare le acque della Bormida per 70 anni.
Nel 1969 venne chiuso l'acquedotto di Strevi, a oltre 100 km di distanza da Cengio: le acque del fiume si tingevano di un colore diverso ogni giorno. Nel 1970 il sindaco di Acqui Terme sporse denuncia contro ignoti per avvelenamento di acque destinate al consumo umano. Nel 1974 vennero denunciati i dirigenti dell'ACNA, che quattro anni dopo saranno assolti.
Nel 1976, dopo il disastro di Seveso, venne promulgata la Legge Merli, che per prima stabiliva limiti e divieti precisi alle emissioni inquinanti. La fabbrica di Cengio cominciò quindi a scaricare i propri rifiuti di notte, a nasconderli nei terreni circostanti la fabbrica, a diluirli per abbassare le concentrazioni. Venivano provate nuove soluzioni di depurazione, per un rispetto della legge assolutamente "di facciata".
L'11 maggio 1979 esplose il reparto del cloruro di alluminio e morirono due operai.
Nella fabbrica avveniva il 65% della produzione mondiale di questo composto e si temeva per le sorti dello stabilimento, ma soprattutto si tornò a chiedere a gran voce all'ACNA il rispetto delle leggi, per la sicurezza dei lavoratori e degli abitanti della zona.
Nel 1982 l'amministrazione provinciale di Asti, con altri comuni, denunciò nuovamente i dirigenti ACNA: alle condanne lievi in primo grado seguì l'assoluzione in appello.
Nel frattempo un altro processo, a carico di nove dirigenti e del medico di fabbrica, cercò di far luce sulle morti per cancro alla vescica. Per la prima volta anche i sindacati si costituirono parte civile, ma verranno "convinti" dai vertici dell'azienda a ritirarsi dal processo. Le sorti dell'azienda non andarono benissimo: nel giro di pochi anni si decise di cessare la produzione dei coloranti e di mantenere invece quella dei pigmenti; tale decisione comportò il calo del personale dagli oltre 1615 nel 1980.
Nel 1986 venne scaricato dell'idrogenosolfuro di sodio in un serbatoio sporco di acido solforico: un fiotto gassoso di acido solfidrico si sparse per il paese e un operaio rimase paralizzato a vita.
Il 1º settembre 1987 venne fondata a Saliceto l'Associazione per la Rinascita della Valle Bormida, con l'intento di combattere con decisione il secolare inquinamento della Valle Bormida. L'Associazione, apartitica, nacque dall'unione di due gruppi spontanei, costituiti prevalentemente da giovani della Valle Bormida, decisi a mobilitare l'intera valle contro l'ACNA. La prima "passeggiata ecologica" a Cengio avvenne nel mese di novembre 1987. L'8 novembre, per protesta, in occasione del referendum sul nucleare, gli abitanti della val Bormida disertarono le urne.
Il 20 marzo 1988, nel corso della manifestazione organizzata dall'Associazione per la Rinascita della Valle Bormida, oltre ottomila persone sfilarono per le vie di Cengio, chiedendo la chiusura della fabbrica e il ricollocamento dei 700 operai ancora al lavoro. I sindacati si schierarono invece con l'azienda per difendere i posti di lavoro. Nello stesso anno, il 6 maggio, il ministro della sanità Carlo Donat-Cattin incontrò i vertici dell'ACNA a Bossolasco, a una trentina di km da Cengio, nell'Alta Langa. L'incontro si risolse in una rissa verbale con il senatore acquese Giuseppe Visca ed in uno scontro con i valligiani. Il 2 giugno si correva la tappa del Giro d'Italia da Parma a Colle Don Bosco, 229 km.
Nella località d'arrivo, duemila persone bloccarono la corsa a 5 km dal traguardo per protestare e chiedere la chiusura dell'ACNA. La tappa venne annullata e la val Bormida fu su tutti i telegiornali. Il 23 luglio avvenne una fuga di anidride solforosa dal reparto oleum.
Alla fine degli anni ottanta si cominciò a parlare anche in sede di Governo di imporre una chiusura preventiva della fabbrica. Una prima chiusura si ebbe nel 1988, di 45 giorni ad agosto.
Si cominciò quindi a parlare di costruire sul sito ACNA un inceneritore per il recupero dei solfati (RE-SOL) prodotti nelle lavorazioni, che avrebbero potuto essere riutilizzati da altre industrie.
Nel 1989 la Regione Liguria lo approvò. Al Festival di Sanremo molti abitanti della val Bormida andarono a protestare, cercando di sfruttare la visibilità data dall'evento: Gino Paoli e il duo Al Bano-Romina cantarono esibendo la spilletta "Valle Bormida Pulita". Il 19 aprile i sindaci di due paesini della zona, Terzo e Perletto, insieme ad altri dell'Associazione per la Rinascita della Valle Bormida, presidiarono la fabbrica e scoprirono uno scarico di percolato, acque altamente inquinate che defluivano verso il fiume Bormida. Per un mese il presidio continuò, 24 ore su 24, fra le proteste dei lavoratori dell'ACNA e la solidarietà degli abitanti della valle. L'iniziativa ottenne visibilità sui media nazionali: Fazzuoli, Santoro e Lubrano, per citare i più famosi, se ne occuparono nelle loro trasmissioni.
Il 25 maggio venne decretata una chiusura temporanea della fabbrica, per permettere la costruzione di opere di contenimento del percolato, che non verranno però mai realizzate.
Il 29 maggio a Cosseria in un attentato venne fatto saltare un traliccio dell'Enel che portava la corrente all'ACNA. Il 18 giugno, alle elezioni europee, il 92% dei cittadini della val Bormida si astenne. Il 6 luglio, violando un provvedimento di chiusura cautelare, venne riaperto lo stabilimento: il ministro dell'ambiente Giorgio Ruffolo ordina la chiusura per sei mesi.
Il 10 luglio, però, ci fu una manifestazione degli operai di Cengio a Roma, mentre altri fermarono il traffico sull'autostrada A6 Torino-Savona per sensibilizzare la gente sulle sorti della loro azienda. In quel mese altre manifestazioni si susseguirono.
Proseguirono intanto le indagini e i prelievi per la costruzione del RE-SOL, dai quali risultò che c'era un rischio di emissioni di diossina.
L'azienda, incurante dei divieti, commissionò alla Lurgi l'impianto da 70 miliardi.
Nel novembre 1990, 10 000 persone e 130 sindaci manifestarono a Cengio contro l'ACNA e l'inceneritore per il recupero dei solfati.

### La fine della fabbrica
Nel 1966 l'ACNA seguì il destino della Montecatini, che la controllava, quando si unì con la Edison per formare il gruppo Montedison. Nel 1988 la Montedison conferirà le attività della controllata ACNA alla neonata società Enimont (joint-venture tra Eni e Montedison). In seguito allo scandalo e al fallimento di quest'ultima (1991), le attività passeranno interamente sotto il controllo dell'EniChem; l'ACNA aveva però un deficit altissimo (80 miliardi l'anno), con produzioni ormai sorpassate.
Intanto si continuò a costruire l'inceneritore per i solfati. Nel 1993, però, il Consiglio di Stato confermò che i lavori dovevano essere interrotti, in quanto non era stata effettuata la Valutazione di impatto ambientale (VIA). Nel 1994, il ministro dell'ambiente Altero Matteoli diede successivamente la sua approvazione alla costruzione. Il 1º agosto 1996, sotto la gestione del suo successore Edo Ronchi fu riscontrata la mancata disponibilità da parte dell'ACNA all'accettazione delle prescrizioni assunte in sede di parere della Commissione VIA. Di conseguenza fu emesso un parere negativo, di concerto con il Ministro dei Beni culturali e ambientali.

### La chiusura e la situazione attuale
Nel 1998 la legge 426 inserì l'ACNA di Cengio fra i siti di interesse nazionale ad elevato rischio ambientale.
Nel 1999, dopo 117 anni, lo stabilimento chiuse e i restanti 230 lavoratori vennero messi in cassa integrazione.
Nel 2002 si costituì l'ALA (Associazione Lavoratori Acna), fondata dagli ex lavoratori, a Millesimo.
Con il decreto del Presidente del Consiglio dei ministri 18 marzo 1999 è stato istituito un "Commissario Delegato per lo stato di emergenza nel territorio di Cengio in ordine alla situazione di crisi socioambientale. La gestione commissariale è stata condotta fino al 2005 dal dott. Stefano Leoni, nominato con ordinanza del Presidente del Consiglio dei ministri 5 giugno 1999, n. 2986. Il regime commissariale è nel frattempo cessato.
Un'inchiesta del 2000 della commissione parlamentare d'inchiesta sui rifiuti ha messo in luce che probabilmente i fanghi dell'ACNA di Cengio sono stati smaltiti nella discarica di Pianura, a Napoli, per un ammontare di almeno ottocentomila tonnellate.
L'Arpal ha monitorato la situazione ad aprile e maggio 2016 ed ha pubblicato una relazione in cui è evidente che l'inquinamento dopo decenni è ancora presente, con sostanze tossiche altamente cancerogene.
Attualmente è in corso la bonifica del sito.

## Responsabilità civile e penale

### Risarcimento danni
Si sono allungati i tempi dei risarcimenti per l'ACNA di Cesano Maderno.
Il 3 novembre 2010, si è tornati sul tema del risarcimento dei danni ambientali alla Valle Bormida causati dall'inquinamento dell'ACNA. Sono state chieste garanzie per la tutela della salute della popolazione della Valle Bormida, condannata per i prossimi decenni a convivere con milioni di metri cubi di rifiuti tossico-nocivi.
La Regione Piemonte chiederà al governo un risarcimento danni per l'ACNA di Cengio, la Liguria viceversa non ha rilasciato commenti in merito.